# Ngui-Bassal
Ngui-Bassal o Nguibassal es una comuna camerunesa perteneciente al departamento de Nyong-et-Kéllé de la región del Centro.
En 2005 tiene 4685 habitantes, de los que 576 viven en la capital comunal homónima.
Se ubica unos 50 km al oeste de la capital nacional Yaundé. El límite septentrional de su territorio lo marca el río Sanaga.

## Localidades
Comprende, además de Nguibassal, las siguientes localidades:
- Libobi
- Boumndjack
- Elale
- Lamal
- Lialingombi
- Lihong
- Likongue
- Maholo
- Mandjandjang
- Manganga
- Ngui-Libobi
- Nkong-Mango
- Nkoumissé-Sud
- Sikandigue
- So-Makaï